# Simon Roberts
Simon Roberts (ur. 27 września 1962 roku w Wielkiej Brytanii) – brytyjski inżynier, pełniący obowiązki dyrektora zespołu Williams w Formule 1.

## Życiorys
Po ukończeniu studiów inżynierii mechanicznej na University of Manchester Roberts rozpoczął pracę nad silnikiem silnikiem samozapłonowym i gazowym w firmie Perkins w Peterborough. Stał się szefem inżynierii produkcji po czym w Rover Car Ltd pracował jako dyrektor Powertrain Division. W 2000 roku postanowił przenieść się do Wielkiej Brytanii by rozpocząć pracę jako dyrektor operacyjny w Alstom, gdzie nadzorował rozwój projektu wychylnego nadwozia dla pociągu Pendolino.
We wrześniu 2003 roku rozpoczął pracę dla McLarena w Formule 1, pełnił funkcję dyrektora generalnego odpowiedzialnego za koordynację procesu produkcji, przygotowania na wyścigi, zespół badawczy, sieć komunikacyjną, transport i logistykę, jakość, technologię pojazdów oraz zasoby ludzkie.
W 2009 rozpoczął pracę jako dyrektor generalny i szef operacyjny w Force India, jednak przed sezonem 2010 powrócił do McLarena.
W 2020 roku został mianowany na pełniącego obowiązki dyrektora zespołu Williams w miejsce Claire Williams po przejęciu zespołu przez Dorilton Capital.